# クライマーズ・ハイ
『クライマーズ・ハイ』は、横山秀夫による日本の小説。2003年1月、『別册文藝春秋』に掲載され、8月25日に文藝春秋から単行本が刊行された。週刊文春ミステリーベストテン2003年第1位、2004年本屋大賞第2位受賞。
著者が上毛新聞社の記者時代に遭遇した日本航空123便墜落事故を題材としており、群馬県の架空の地方新聞社を舞台に未曽有の大事故を取材する新聞記者とそれを取りまとめるデスクの奮闘を描く。現場取材、記事の扱いについてのそれぞれの記者の思い、記事の割り付けといった編集部門のことだけでなく、広告・印刷・配送部門も含めた新聞社全体の仕事の流れも扱っている。「クライマーズ・ハイ」とは、登山者の興奮状態が極限まで達し、恐怖感が麻痺してしまう状態のことである。
2006年6月10日には文春文庫版が刊行された。
2005年12月にNHKでテレビドラマ化され、東映・ギャガ・コミュニケーションズの共同配給で映画化され2008年に全国公開された。

## あらすじ
1985年8月12日、群馬県の地方紙・北関東新聞社の遊軍記者で、社内の登山サークル「登ろう会」メンバーの悠木和雅は、親友で同社販売部の安西耿一郎とともに、県内最大の難関である谷川岳衝立岩登攀へ向かう予定だった。準備で帰宅しかけたとき、社会部記者の佐山から「ジャンボが消えた」との連絡が入る。日航ジャンボ123便が墜落し、世界最大規模の航空事故が地元群馬で起ったのだ。
悠木は、粕谷編集局長から事故関連の紙面編集を担う日航全権デスクを命ぜられる。同新聞社にとって、「大久保・連赤」以来となる大事件を抱えた悠木は、次々と重大かつ繊細な決断を迫られる。

## 登場人物

### 北関東新聞社
悠木和雅（遊軍記者・日航全権デスク）
部下を交通事故で失って以来、自分には部下を統べる資格も力量もないとして、管理職に就くことを拒み続けており、あらゆる分野の記事を執筆する遊軍記者という立場を貫いている。社内の登山サークル「登ろう会」に所属しており、翌日に谷川岳衝立岩正面壁への登攀を控えていた8月12日、日航機墜落事故が発生、事故関連の紙面編集を一手に担う日航全権デスクを命ぜられる。自分の手に余る大事故に忙殺されながら、墜落地点が群馬ではないことを望んでいる自分がいることに気づく。気持ちの整理がつかぬまま、佐山の現場雑観を生かすべく奔走するが、「大久保・連赤」世代である上司の妨害工作に遭う。事故を報道する目的と意味を失いかけていた悠木は、現地の新聞を買い求めに来た事故遺族の姿を目にし、ようやく自分がやるべき仕事を見出すのだった。
粕谷隆明（編集局長）
社内では穏健派で通っており、意見調整に長けた「調停屋」である。悠木を飼い殺しにしているという社内の批判的空気を一掃すべく、これを好機とばかりに悠木を日航全権デスクに任じる。「大久保・連赤」では社会部デスクだった。
追村穣（編集局次長）
社内では武闘派で通っており、「癇癪玉」の異名をとる。事故記事の取扱いや取材方針を巡ってしばしば悠木と対立する。佐山の現場雑観を『自衛隊の宣伝だ』として第二社会面（二社面）に追いやるなど、若手記者が未曽有の大事故の現場を踏むことを善しとしていない。社内派閥は社長派。「大久保・連赤」では県警キャップ。
等々力庸平（社会部長）
「大久保・連赤」世代の華々しい実績が霞んでしまう大事故に直面し、もっとも陰湿に佐山の現場雑観を潰しにかかる。等々力が悠木に輪転機の故障を伝えなかった結果、佐山の現場雑観は締切に間に合わなかった。翌日には追村が仕向けた現場雑観の二社面落ちを悠木が等々力の仕業と勘違いし、ふたりの関係はいよいよ険悪となる。岸が企図した酒席で悠木の自社を貶める言葉に激昂するが、激論の中で地方新聞社の事件屋としてのプライドを思い出し、以後、悠木の方針を擁護する言動に変わる。「大久保・連赤」では県警サブキャップ。実は「大久保・連赤」世代の時に、朝日新聞社から引き抜きのオファーが来ていたことがあった。
守屋（政治部長）
日航機墜落の3日後、1985年8月15日に行われた、地元群馬県出身の首相である中曽根康弘の靖国神社公式参拝の記事の取扱いにあっては、一面トップを強硬に主張した。悠木は、同じく群馬県出身の元首相福田赳夫と中曽根両者が献じた花輪が写っている遺体安置所の写真を持ち出し、関係者、地元支持者・有権者（＝読者）、社内派閥全ての福田・中曽根のバランス（上州戦争）に配慮した上に事故関連記事の一面トップを堅持することに成功した。
亀嶋（整理部長）
整理部（見出し）一筋の経歴を持つ。通称カクさん。編集会議では常に悠木の意見を支持する立場をとる。事故を一面で報じ続けることが地元紙の意地だと悠木を励ます。
岸（政治部デスク）
悠木とは同期入社で、互いに気心が知れている同僚である。2児の父で反抗期の子供との関係に悩んでいる。悠木と等々力の関係修復のため酒席を設けるが、思わぬ論争を生んでしまう。
田沢（社会部デスク）
悠木とは同期入社だが、折り合いはよくない。悠木とともに取材したネタで悠木だけが局長賞を手にしたことを未だに根に持っている。悠木が上席の日航全権デスクに就いたことで悠木に対する当たりをさらに強くする。
佐山（社会部記者・県警キャップ）
悠木が最も信頼を寄せる中堅の記者。悠木を尊敬しており、望月の事故死にあっては社内の望月同情論を一掃し、悠木の立場を守るべく奔走した。日航機事故の第一報を悠木に伝え、事故現場を踏むことを懇願する。佐山の気持ちを汲んだ悠木は、地元紙の存在意義とも言える現場雑観の執筆を託す。「事故原因」の取材では事故調査官に対するネタの裏取りを任され、悠木にはほぼ間違いないと伝えるが、相手は「（普段取材している）サツカン」ではないことを言い添える。事故取材を通じて名実ともに北関中核の記者へと成長していく。
神沢（社会部記者）
佐山とともに御巣鷹山に登り、事故翌日の惨憺たる現場を目撃する。現場を踏んだことで調子づき、目にしたありのままを表現した現場雑観を書くが、悠木の怒りを買い、精神状態が不安定となる。気持ちの整理をつけた神沢はそれ以後毎日、御巣鷹山へ登って黙々と取材を続けるようになる。
玉置（地域部記者）
工学部出身の若手記者で、事故原因にいち早く着目し、「隔壁破壊」という情報を得る。自らの手柄に逸り、ネタの裏取りまでひとりでやろうとするが、このネタを確実にモノにしたい悠木は裏取りを佐山に任せ、玉置は渋々サポートに廻る。
稲岡（文芸部）
読者投稿欄を担当。悠木の熱意に負け、望月彩子の投書掲載に協力する。
吉井（整理部）
一面の見出しや紙面構成を担当する整理部のエース。事故原因というヌキネタの存在を悠木から知らされており、密かに2版体制の紙面を組む。
依田千鶴子（編集庶務）
事故取材による人手不足から、念願の記者として支局に配属される。たった10行の記事もうまく書けずに根を詰め、苛立っているところを悠木にたしなめられる。佐山に憧れている。
伊東康男（販売局長）
販売店勤務だった安西を本社に引き抜き、連夜の販売店の接待などで酷使した上、社内の派閥争いに絡む裏の仕事も担当させる。締切時間を巡ってしばしば悠木と対立する。悠木が幼少の頃、近所に住んでいたことがあり、社内でただひとり悠木の生い立ちを知っている。悠木はそんな伊東の存在に怯えているが、伊東自身も決して明るい幼少時代だったわけではないのだと思い始める。社内派閥は専務派。
安西耿一郎（販売部）
本社に引っ張ってくれた伊東に恩義を感じている。生粋の山男で「登ろう会」の中心メンバー。悠木に山に登る理由を問われると「下りるために登るんさ」という深長な言葉を残す。悠木との谷川岳登攀を控えた前夜、繁華街で倒れて病院に運ばれ、植物状態となる。悠木は山に行くはずだった安西が繁華街にいた理由を突き止めようとする中で安西が残した言葉の意味に思い当たる。
暮坂（広告局長）
元々は政治部担当で編集畑を歩んでいたが、出世というエサにつられて広告局長となった。悠木の独断で朝刊の第2社会面に掲載する予定の広告をすべて外されてしまい悠木に詰問する。取引先に土産話を持ち帰る目的で墜落現場に赴く。記念撮影をするなどの目に余る行為を神沢に咎められ、殴打される。
飯倉（専務）
白河社長の追い落としを狙っており、社内の権力争いに余念がない。
白河（社長）
家で生まれた子犬を部下に与えることで派閥を拡大させ、社長の座に就いた。車椅子に乗っている。

### その他
望月亮太
元社会部記者。悠木が県警キャップだった頃の部下のひとりで、交通事故被害者の写真を入手する「面取り」を命じられるが、死者の顔写真を新聞に掲載する意味について悠木に食って掛かる。事件屋としてはあまりにも繊細な性格が災いし、仕事を放棄した上に交通事故に遭遇し、自殺ともとれる死を遂げる。
望月彩子
望月亮太の従姉妹で、大学ではマスコミ学を専攻している。従兄弟の亮太が死んだのは悠木のせいだと思っている。日航機事故の報道にあっては520名の事故被害者の命の重さと従兄弟の命の重さの扱われ方の落差に疑念を持ち、両者にはいかなる差もないことを訴える文章を悠木に託す。望月亮太に想いを寄せていたことを悠木に告白する。日航機事故から3年後には北関東新聞に入社し、記者としての頭角を現し女性初の県警キャップとなる。
悠木弓子
悠木の妻。悠木と子供たちとの関係を心配している。悠木は妻にも自分の生い立ちを明かしていない。
悠木淳
悠木の息子。父親を知らない悠木は息子との接し方に苦心し、手を上げてしまう。父親を尊敬できずにいる。
悠木由香
悠木の娘。淳の3歳下の妹。淳とは違い父である悠木と会話はするが、強い者の顔色をうかがって行動する性質があると担任から評されていた。
安西小百合
安西の妻。駆け落ち同然で結婚した。安西が倒れたことに動転するが、仕事漬けで家を空けていた安西と四六時中一緒にいられるようになったことに前向きな気持ちを見出す。
安西燐太郎
安西の息子。安西が倒れてからは悠木が淳とともに山へ連れ出すようになる。悠木は淳との関係修復のために燐太郎をダシに使っていることに負い目を感じる。日航機事故から20年後、悠木とともに谷川岳衝立岩にアタックし、そこで悠木は息子との邂逅を果たす。
末次
安西の登山仲間。悠木は安西が残した言葉の意味を知るために見舞いに来た末次に会い、安西がかつては一流の登山家で、谷川岳衝立岩でザイルパートナーを失って以来、本格的な登山を止めたという事実を知る。それ以来となる衝立岩登攀に安西が自分を誘った意味と安西が残した言葉の意味が悠木の中で繋がる。

## 書誌情報
- 単行本：文藝春秋、2003年8月25日[1]、ISBN 978-4-16-322090-1
- 文庫本：文春文庫、2006年6月10日[2]、ISBN 978-4-16-765903-5

## テレビドラマ
2005年12月10日と17日の19:30 - 20:45に、NHK総合・NHKデジタル総合の「土曜ドラマ」枠で、2部構成の特別番組として放送された。主演は佐藤浩市。2006年9月30日と10月7日に再放送されたほか、2010年12月には日本映画専門チャンネルで映画版と併せて放送された。

### キャスト

#### 北関東新聞社
- 悠木和雅（日航全権デスク）：佐藤浩市
- 岸文平（政治部デスク）：松重豊
- 田沢直人（社会部デスク）：光石研
- 佐山達哉（社会部・群馬県警記者クラブ）：大森南朋
- 神沢夏彦（社会部）：新井浩文
- 望月亮太（元社会部）：安居剣一郎（回想）
- 稲岡信也（文芸部）：岡本信人
- 亀嶋格（整理部長）：石井愃一
- 山波調査官（主任）：河原田ヤスケ
- 編集部庶務のおばさん：橘ユキコ
- 吉井健一：山中聡
- 宮田道男：嶋尾康史
- 久慈進：菅原大吉
- 依田千鶴子（編集部庶務）：久遠さやか
- 安西耿一郎（販売部）：赤井英和
- 等々力竜司（社会部長）：岸部一徳
- 守屋政志（政治部長）：谷本一
- 粕谷亘輝（編集局長）：大和田伸也
- 追村忠士（編集局次長）：塩見三省
- 伊東康夫（販売局長）：綿引勝彦
- 白河勝一（社長）：杉浦直樹

#### その他
- 悠木弓子（悠木の妻）：美保純
- 悠木淳（悠木の息子）：大川翔太
- 悠木由香（悠木の娘）：木村茜
- 安西小百合（安西の妻）：岸本加世子
- 安西燐太郎（安西の息子）：高橋一生（青年時代）[5]・川口翔平（少年時代）
- 望月彩子（望月の従妹）：石原さとみ
- 末次勲（安西の登山仲間）：伊武雅刀
- 登山指導員：寺島進
- 遺族の女性：中村優子
- 遺族の子供：泉澤祐希

### スタッフ
- 脚本：大森寿美男
- 音楽：大友良英
- 演出：清水一彦（前編）、井上剛（後編）
- 制作総括：若泉久朗

### 受賞
- 第43回ギャラクシー賞優秀賞
- 第32回放送文化基金賞本賞（前編のみ） / 同出演者賞（佐藤浩市）
- 2007年エランドール賞プロデューサー奨励賞（若泉久朗）

### 時代考証
- 劇中登場したテレビニュースは、制作したNHKニュースで事故発生当時の報道特番映像を多数使用している。また、劇中にはNHK東京の局名告知の画面が映るシーンがあるが、実際は関連情報を終夜放送で伝えていた。

### 原作との相違
- 神沢夏彦は原作の神沢に、玉置の工学部出身の設定を統合したキャラクターとなっている。これにより、玉置に相当するキャラクターは省かれた。
- 悠木と伊東の過去に関するエピソードは省かれている。これにより、伊東の性格にも変更が加えられている。

## 映画
2007年7月5日クランクイン、8月31日クランクアップ、10月に製作が発表され、2008年7月5日に公開された。事故現場となった上野村において特別試写会がおこなわれ、多くの村民が鑑賞した。主演は堤真一である。

### キャスト
- 悠木和雅（遊軍・日航機事故担当全権デスク）：堤真一
- 佐山達哉（社会部・県警キャップ）：堺雅人
- 玉置千鶴子（地域報道班）：尾野真千子
- 等々力庸平（社会部長）：遠藤憲一
- 岸円治（政経部デスク）：田口トモロヲ
- 田沢善吉（社会部デスク）：堀部圭亮
- 山田厳（地方部デスク）：金子和
- 吉井弁次郎（整理部）：マギー
- 神沢周作（地域報道班）：滝藤賢一
- 伊東康男（販売局長）：皆川猿時
- 亀嶋正雄（整理部長）：でんでん
- 守屋政志（政経部長）：矢島健一
- 暮坂直樹（広告部長）：樋渡真司
- 稲岡信也（投稿欄担当）：山田明郷
- 森脇時彦（地域報道班）：矢柴俊博
- 藤浪鼎（事故調査委員長）：大鷹明良
- 黒田美波（元・社長秘書）野波麻帆
- 安西小百合（安西耿一郎の妻）：西田尚美
- 粕谷隆明（編集局長）：中村育二
- 追村穣（編集局次長）：螢雪次朗
- 安西燐太郎（安西耿一郎の息子・成長後）：小澤征悦
- 安西耿一郎（販売部）：髙嶋政宏
- 白河頼三（社長）：山﨑努
- 露木茂、内浦純一、滝直希、若松力、大西武志、浜近高徳、山口あゆみ、野元学二、植村喜八郎、神尾佑、筒井巧、若林久弥、村岡希美、水上竜士、田村泰二郎、山崎清介 ほか

### スタッフ
- 監督：原田眞人
- 脚本：加藤正人、成島出、原田眞人
- 音楽：村松崇継
- 撮影：小林元
- 美術：福澤勝広
- 照明：堀直之
- 録音：矢野正人
- 編集：須永弘志、原田遊人
- 音響効果：柴崎憲治
- VFXスーパーバイザー：小田一生
- 特殊メイク：中田彰輝
- 現像：東映ラボ・テック
- スタジオ：東映東京撮影所
- 企画協力：文藝春秋
- 映像協力：日本放送協会
- 特別協力：共同通信社、読売新聞社、朝日新聞社、毎日新聞社
- ロケ協力：群馬県、前橋フィルム・コミッション、高崎フィルム・コミッション、前橋市、高崎市、水上町、上野村 ほか
- プロデュース：久保理茎
- 製作プロダクション：ビーワイルド
- 製作協力：エンタテインメント・フューチャーズ・ファンド、フェイス、グローリープロダクション
- 配給：東映、ギャガ
- 製作：「クライマーズ・ハイ」フィルムパートナーズ（ビーワイルド、ソニー・ピクチャーズ エンタテインメント、トゥモロゥー）

### 受賞
- 第32回日本アカデミー賞[7]
  - 優秀作品賞
  - 優秀監督賞（原田眞人）
  - 優秀脚本賞（加藤正人、成島出、原田眞人）
  - 優秀主演男優賞（堤真一）
  - 優秀助演男優賞（堺雅人）
  - 優秀撮影賞（小林元）
  - 優秀照明賞（堀直之）
  - 優秀美術賞（福澤勝広）
  - 優秀録音賞（矢野正人）
  - 優秀編集賞（須永弘志、原田遊人）

- 第33回報知映画賞
  - 主演男優賞（堤真一）
  - 助演男優賞（堺雅人）
- 第21回日刊スポーツ映画大賞・石原裕次郎賞
  - 石原裕次郎賞
  - 助演男優賞（堺雅人）
- 第82回キネマ旬報ベスト・テン
  - 日本映画ベスト・テン 第8位
  - 読者選出日本映画ベスト・テン 第5位
  - 助演男優賞（堺雅人）
- 第51回ブルーリボン賞
  - 作品賞
  - 助演男優賞（堺雅人）
- 第63回毎日映画コンクール[8]
  - 男優助演賞（堺雅人）
- 第30回ヨコハマ映画祭
  - 日本映画ベストテン 第8位
- 第4回おおさかシネマフェスティバル
  - 助演女優賞（尾野真千子）
- 映画館大賞
  - 「映画館スタッフが選ぶ、2008年に最もスクリーンで輝いた映画」第12位

### その他
- 北関東新聞社の建物は、前橋市内の空きビルをそのまま利用したもので[9]、社名ロゴが入った看板（字面はCGで製作）も掲げられた。2015年7月現在も借り主はなく空きビルのままであったが、近隣地域の都市再開発事業の一環として2016年に解体され、現存しない[10][リンク切れ]。跡地にはマンションが建設されている。
- 北関東新聞こそ架空だが、朝日新聞・毎日新聞・読売新聞が実名で台詞や実際の紙面が登場するなどしている。編集局内に音声で流れてる共同通信ニュース速報も実名で登場しているほか、読み上げの音声（ピーコ）は現役の読み手が担当した。以上4社は前述の通り特別協力としてクレジットされている。
- 再現された御巣鷹の尾根現場は、群馬県高崎市近郊の倉渕ダム残土捨場の山林斜面に造られ、機体残骸の位置も忠実に再現された。
- 劇中に聞こえてくるテレビニュースのキャスターは、NHKおよび民放の元アナウンサーが担当している。中曽根康弘内閣総理大臣の靖国神社参拝のニュースを読んでいるのは露木茂。いずれも声のみの出演である。
- 事故のニュース映像が流れた際に、当時NHKの記者だった池上彰が映っているのが確認できる。
- 映画版では原作・ドラマ版で登場した望月や末次、悠木由香が登場しない。
- 千鶴子の苗字が玉置に変更され、それに関連して原作の玉置の工学部出身の設定が統合されている。
- フジテレビ739のバラエティ番組『ゲームセンターCX』では、ビーワイルドが製作に加わっている関係で、本作の宣伝ポスターが映っている場面がある。
- 最後にテロップ「航空史上未曾有の犠牲者を出した日航機123便の事故原因には、諸説がある。事故調は隔壁破壊と関連して事故機に急減圧があったとしている。しかし、運航関係者の間には急減圧はなかったという意見もある。再調査を望む声は、いまだ止まない。」が出て終わる。

### 時代考証
本作品は比較的忠実に1985年（昭和60年）当時の時代考証がされている。しかし、当時には存在しない物や言葉（セクハラなど）が使用された箇所が一部ある。

## DVD / Blu-ray
- クライマーズ・ハイ（テレビドラマ）ASIN:B000EPFPBK

映画版は2009年1月1日にソニー・ピクチャーズ エンタテインメントより発売。
- クライマーズ・ハイ デラックス・コレクターズ・エディション（DVD2枚組）
  - ディスク1：本編DVD
    - 映像特典
      - 特報・劇場予告編・TVスポット集

    - 音声特典
      - オーディオコメンタリー（監督：原田眞人×編集：原田遊人）

  - ディスク2：特典DVD
    - メイキング・ドキュメンタリー『あの夏が紡ぐ場所』
    - 完成記者会見&完成披露試写会
    - 初日舞台挨拶
    - もうひとつの編集局（別アングル集・原田眞人監督によるオーディオコメンタリー付き）
    - 未公開シーン集（原田眞人監督によるオーディオコメンタリー付き）
    - 人物相関図&キャスト紹介
    - 監督&原作者紹介
    - プロダクション・ノート

  - 初回限定特典
    - 縮尺版プレスシート
    - 特製アウターケース
- クライマーズ・ハイ Blu-ray（1枚組）
  - 映像・音声特典：デラックス・コレクターズ・エディションDVDと同様
  - 初回限定特典
    - 縮尺版プレスシート